# Această lehamite
Această lehamite este un film românesc din 1994 scris și regizat de Mircea Daneliuc. Rolurile principale au fost interpretate de actorii Horațiu Mălăele, Cecilia Bârbora, Ana Ciontea și Alexandru Bindea.

## Distribuție
- Horațiu Mălăele — Bebe, profesor pasionat de alpinism, tânărul patron al unui atelier de vulcanizare auto
- Cecilia Bârbora — Vali Sandu, o tânără doctoriță care-și descarcă nervii băgându-și degetele în priză
- Ana Ciontea — Doina, fosta iubită a lui Bebe, o femeie însărcinată, originară din Basarabia, care a murit în urma unui accident de circulație
- Alexandru Bindea — Ramón, un homosexual cubanez care lucrează la vulcanizarea lui Bebe
- Gheorghe Dinică — dr. Mișu, medic anestezist
- Ion Besoiu — directorul spitalului
- Valentin Teodosiu — fiul vânzătoarei de sticle goale care vrea să-l bată pe Ramón
- Coca Bloos — Geta, sora medicală
- Ruxandra Sireteanu — dr. Spiru, medic chirurg de la Secția de Reanimare
- Bujor Măcrin — dr. Covrig, medic chirurg de la Secția de Reanimare (menționat Bujor Macrin)
- Eugenia Bosânceanu — vânzătoarea de sticle goale pe care o curtează Ramón
- Marius Pepino — dl Marcu, gazda bătrână a doctoriței Vali
- Mihai Dobre
- Adriana Șchiopu — țiganca isterică
- Cristian Motriuc
- Cristian Eremia
- Felix Anton Rizea — Gogu, angajat la vulcanizarea lui Bebe
- Mircea Plângău — locatarul cu păr alb din blocul Z18 unde se refugiază Vali de frica țiganilor
- Dumitru Ghiuzelea
- Milică Militaru
- Virgil Constantin
- Florentina Zibilianu
- Mircea Daneliuc — șoferul microbuzului care merge singur la deal (nemenționat)

## Primire
Filmul a fost vizionat de 153.342 de spectatori în cinematografele din România, după cum atestă o situație a numărului de spectatori înregistrat de filmele românești de la data premierei și până la data de 31 decembrie 2014 alcătuită de Centrul Național al Cinematografiei.